# フローラン・シュミット
フローラン（フロラン）・シュミット（Florent Schmitt、1870年9月28日、ロレーヌ地方ブラモン） - 1958年8月17日、ヌイイ＝シュル＝セーヌ）は、フランスの作曲家。
同時代に活躍したオーストリアの作曲家フランツ・シュミットとの区別の必要から、両者ともに氏名を省略せずにカナ書きすることが通例である。これは、名前のイニシャルと姓だけ（F.シュミット）では両者の区別がつかないことによる。

## 略歴
ドイツ系フランス人の家庭に生まれる。1889年にパリ音楽院に入学、マスネやフォーレに学んだ。
20世紀初頭の芸術家サークル「アパッシュ」のメンバー。
1900年にはローマ大賞を受賞する。ピアニストとしても活躍しており、代表作「協奏交響曲」の初演時のピアノ・パートの演奏は作曲者自らが担当した。ただしピアノ作品の割合は多くなく、規模の大きい作品で真価を問う姿勢はオルガンとオーケストラと合唱とソプラノ独唱のための《詩編第47番 Psaume XLVII》のころから変わらなかった。完成度が高く卓越した管弦楽法は、メシアン、コンスタン、デュティユーなどに影響を与えている。またリズム法ほかでイーゴリ・ストラヴィンスキーに影響を与えたことが確実視されている。
1990年代に入るとマルコポーロ、ナクソス、ADDAからCD録音による復興が進み、近年ではピアノ曲全集がGrand Pianoから発売されるなど急速に再評価が進んでいる。

## 主要作品

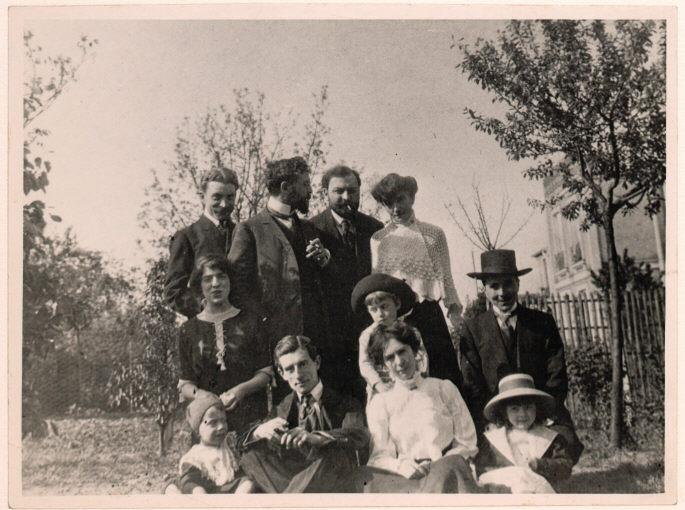
1910年、サン＝クルーのシュミットの家での「アパッシュ」の集まり。最前列左から2人目がモーリス・ラヴェル。最後列左からポール・ソルド、シュミット、レオン＝ポール・ファルグ

### 管弦楽曲
- 管弦楽曲《夜曲集 Soirs》
- 管弦楽曲《オリアーヌと愛の王子 Oriane et le Prince d'Amour》
- 管弦楽曲《イン・メモリアム In Memoriam》
- ヴァイオリンと管弦楽のための《アベッセ Habeyssée》
- ピアノと管弦楽のための《協奏交響曲（フランス語版） Symphonie concertante》
- 独奏楽器と管弦楽のための《伝説 Légende》
- ジャニアナ交響曲 Symphonie 'Janiana'
- 交響曲 第2番 Symphonie No.2（絶筆、シャルル・ミュンシュにより初演）
- 交響詩《夢 Rêves》
- 交響的練習曲《幽霊屋敷 Le palais hanté》
- 管弦楽曲《小さな眠りの精（フランス語版） Le Petit Elfe Ferme-l'œil》(バレエ音楽転用された)
- 管弦楽曲《ウィーン狂詩曲（フランス語版）》

### 吹奏楽曲
- 《ディオニソスの祭り（酒神祭） Les Dionysiaques》
- 吹奏楽のためのトルコ風ディヴェルティスマン《セラムリク Sélamlik》

### 室内楽曲
- ピアノ五重奏曲 ロ短調 Quintette pour piano et quatuor à cordes
- ピアノ三重奏のための《緩徐楽章 Très lent》
- ヴァイオリン・ソナタ《結合された2つの楽章からなる自由なソナタ Sonate libre en deux parties enchainées》
- ロカイユ趣味の組曲 Suite en rocaille（フルート、ヴァイオリン、ヴィオラ、チェロ、ハープのための作品）
- 木管四重奏曲《渦まき Tour d'Anches》
- 木管五重奏曲《貿易風の唄 Cants alizés》
- サクソフォーン四重奏（フランス語版）
- サクソフォーンとピアノ（オーケストラ）のための《伝説 Légende》
- クラリネット六重奏曲 Sextuor pour clarinette

### その他
- ソプラノ独唱とオルガンとオーケストラと合唱のための《詩編第47番 Psaume XLVII》
- 合唱曲《光の祭典 Fête de la lumière》
- バレエ音楽《サロメの悲劇 La tragédie de Salomé》(原典版と改訂版と組曲がある)
- 劇付随音楽《アントニーとクレオパトラ（フランス語版） Antoine et Cléopâtre》
- 映画音楽《サランボー Salammbô》（映画『サランボー（ドイツ語版） 』向けに制作された、管弦楽用組曲もある）